# Herta Haas
Herta Haas (Maribor, 29. ožujka 1914. – Beograd, 5. ožujka 2010.), jedna od četiri službeno priznatih žena Josipa Broza Tita.

## Životopis
Rođena je u Slovenskoj Bistrici 1914. godine. Njezin otac bio je socijalist, a majka službenica. Revolucionarnom radničkom pokretu pristupila je kao studentica Ekonomske visoke škole u Zagrebu. Član SKOJ-a postala je 1934., a Komunističke partije Jugoslavije 1936. godine. Aktivno je radila u Ženskom pokretu u Mariboru i Omladinskoj organizaciji ženskog pokreta u Zagrebu. Radila je u punktu za odlazak dragovoljaca u Španjolsku, kao i na zadaćama tehnike CK KPJ.
Herta Haas upoznala je Josipa Broza 1937. godine u Parizu. Kao ljevičarsko-intelektualna metropola tadašnje Europe, Pariz je bio novačko središte španjolskih dragovoljaca i postaja na putu prema Moskvi, prijestolnici Kominterne. Upoznali su se u Zagrebu kamo je Herta stigla s lažnim putovnicama za španjolske borce.
Zajednički život započeli su u unajmljenoj kući, pod lažnim imenima Marija Šarić i inženjer Slavko Babić, član općine Sinj, u kojoj je tih godina vladala Radničko-seljačka stranka.
Idila je trajala samo do 1941. godine i početka Drugoga svjetskoga rata. Tito je u svibnju 1941. godine otputovao u Beograd, gdje je kasnije upoznao novu partijsku kurirku Davorjanku Zdenku Paunović. Herta Haas je ostala u Zagrebu u poodmakloj trudnoći, a nekoliko dana nakon Titovog odlaska rodila je sina Mišu. 
Poslije se Herta preudala, a drugi suprug joj je umro. Iz tog braka ima dvije kćeri. Njezin sin Aleksandar Mišo Broz umirovljeni je hrvatski diplomat i menadžer, unuka Aleksandra Broz bivša ravnateljica Istarskog narodnog kazališta u Puli, a unuk Andrej Broz ekonomski stručnjak.
Zadnje je desetljeće svog života provodila u Hvaru.
Umrla je u Beogradu 5. ožujka 2010. godine.